# Nemzeti Palota (Dominikai Köztársaság)
A Nemzeti Palota a Dominikai Köztársaság elnöki palotája és a végrehajtó hatalom székháza.

## Története
A palota terveit Guido D’Alessandro olasz építész készítette Rafael Trujillo Molina elnök megbízásából 1939-től kezdve közel három éven keresztül. Az építési munkálatok 1944. február 27-én kezdődtek, az ünnepélyes felavatásra 1947. augusztus 16-án került sor. A terület és a berendezés nélkül a költségek mintegy 5 millió pesót tettek ki.
Híres vendégei közé tartozott például Anastasio Somoza nicaraguai elnök 1952-ben, Richard Nixon amerikai alelnök 1955-ben, I. János Károly spanyol király és felesége, Zsófia, Jimmy Carter amerikai elnök, valamint II. János Pál pápa 1992-ben.

## Képek

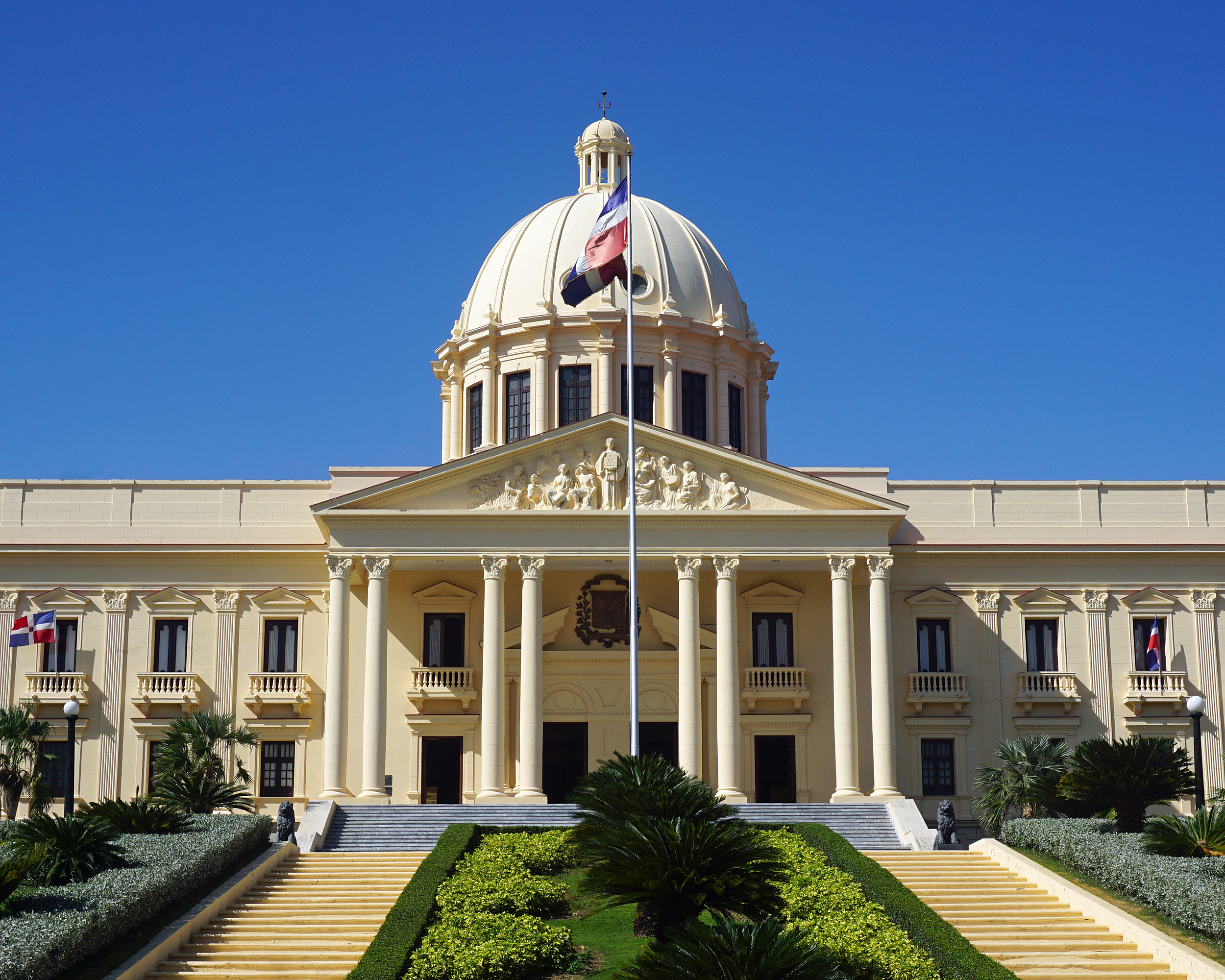
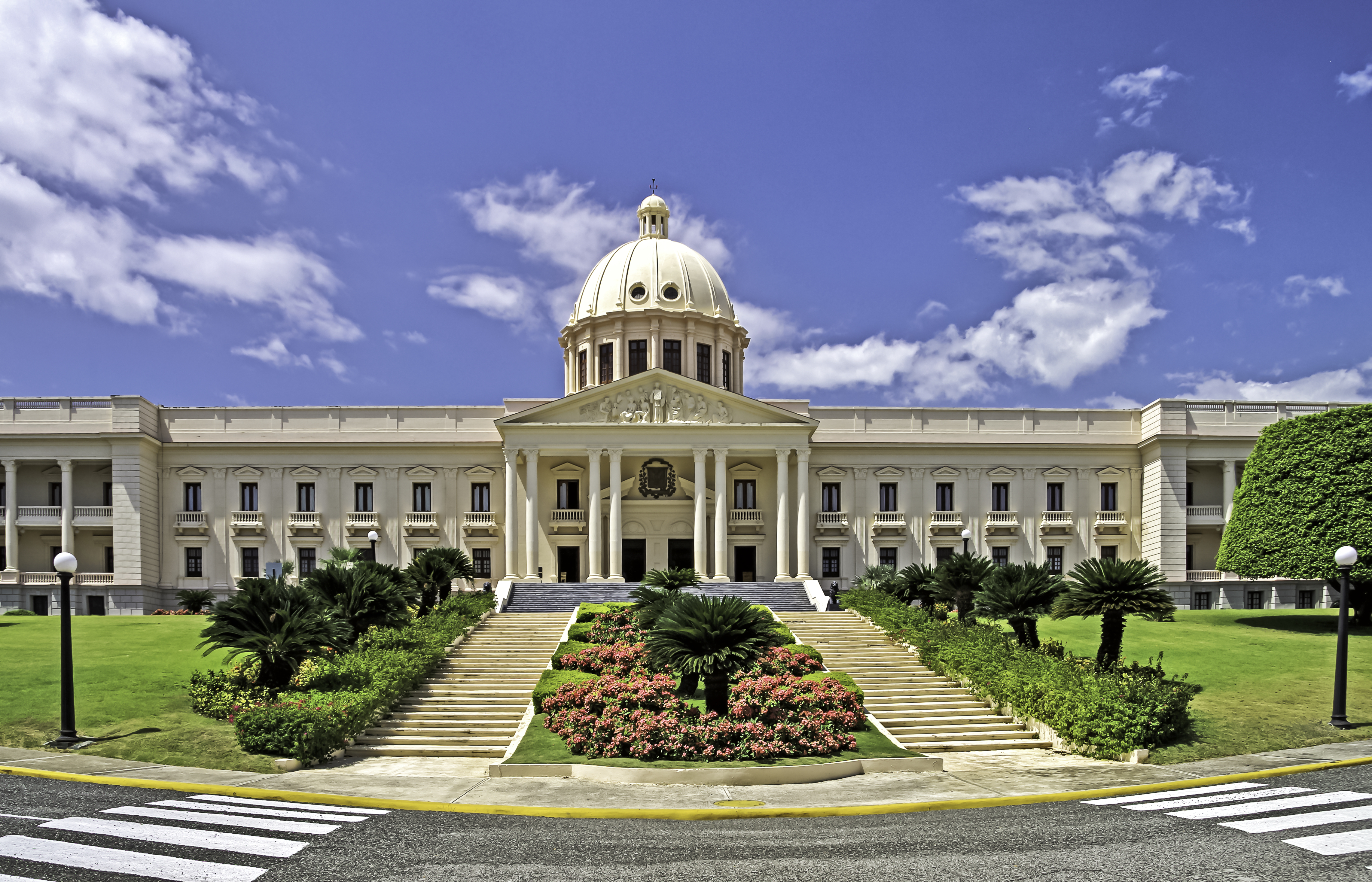
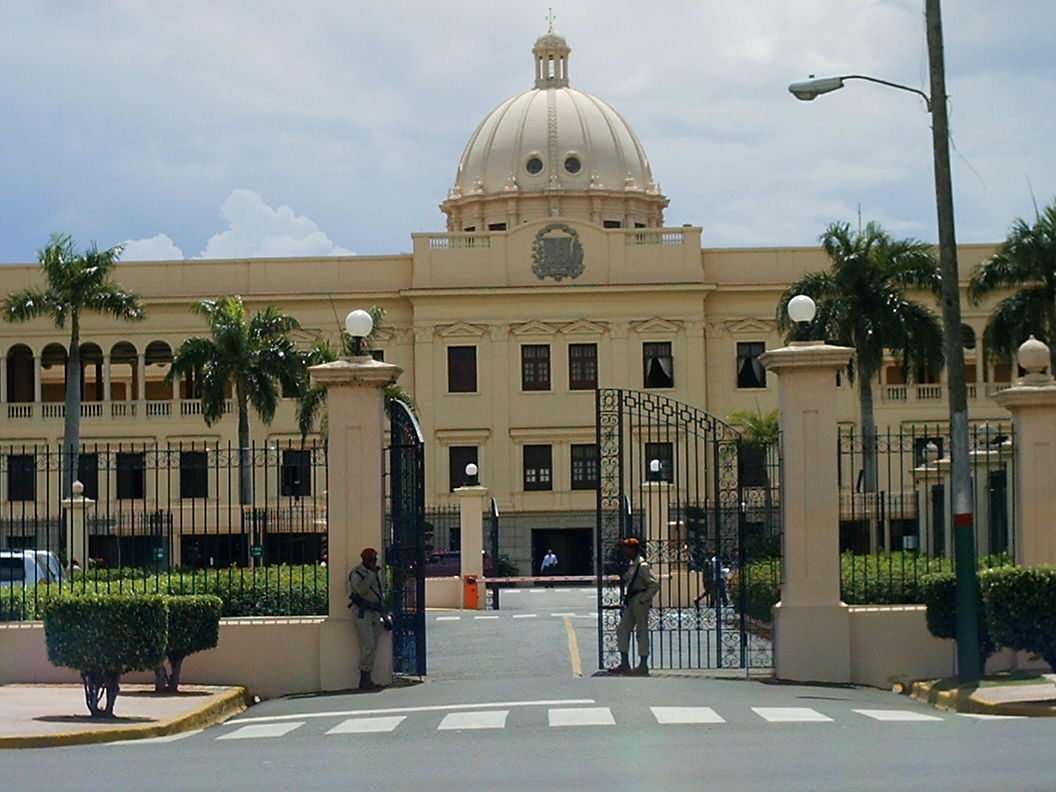

## Az épület
A 18 000 m²-es, három szintes palota egy 25 000 m²-es területen helyezkedik el. Eklektikus, többféle irányzatot keverő stílusa a karibi térség etnikai és kulturális sokszínűségét is kifejezi. A téglalap alaprajzú, két belső udvar köré szervezett, szimmetrikus felépítésű épület leghangsúlyosabb eleme a négy, két szintnyi magasságú oszloppár által tartott timpanonos előtető alatti főbejárat fölött magasodó, 18 méter átmérőjű, 34 méter magas kupola. Falain körben, szabályos rendben sorakoznak az ablakok. A dél felé néző bejárathoz egy kettős márványlépcső vezet fel, amely mellett két bronzból készült oroszlánszobor áll. Az épület belső tereiben klasszikus stílusok uralkodnak, a felhasznált anyagok, amelyek közt megjelenik például a márvány, a mahagóni, a bronz, a vas, az acél és a gipsz is, egy része hazai, más része külföldről származik. Minden terem díszítése más-más. Három szintje közül az alsóban az általános szolgáltatások létesítményei kaptak helyet, a második szinten, ahol a bejárat és az előcsarnok is található, helyezkedik el a kormányzati tanács szalonja, valamint az elnök és az alelnök irodája, míg legfelül nagy méretű, fogadásokra használt termek találhatók, például a követségek szalonja, a kariatidák szalonja és a zöld szalon, emellett pedig itt van a fő ebédlő és az elnök néhány személyes helyisége. Az előcsarnok falát egy 1957-ben, Aurelio Oller Crosiet katalán festő által készített falkép díszíti, amely Kolumbusz Kristófnak a harmadik útján a szigetre történő megérkezését ábrázolja.